# Johnny Mantz
Johnny Mantz,  ameriški dirkač Formule 1, * 18. september 1918, Hebron, Indiana, ZDA, † 25. oktober 1972, Ojai, Kalifornija, ZDA. 
Johnny Mantz je pokojni ameriški dirkač, ki je med letoma 1948 in 1953 sodeloval na ameriški dirki Indianapolis 500, ki je med letoma 1950 in 1960 štela tudi za prvenstvo Formule 1. Leta 1953 je dirkal skupaj z Waltom Faulknerjem in zasedel sedemnajsto mesto. Leta 1972 se je smrtno ponesrečil v prometni nesreči pri mestu Ojai.